# Arroyo Cañada de Gómez
El arroyo Cañada de Gómez es un arroyo situado en Argentina, al SW de la Provincia de Santa Fe en el Departamento Iriondo. Es afluente del río Carcarañá. Este arroyo tiene como único afluente el arroyo El Chanchero. El arroyo Cañada de Gómez atraviesa la Ruta Nacional 9 (Argentina).

## Toponimia
Su nombre se refiere por su paso por la localidad de Cañada de Gómez en la cual hace referencia su nombre a este arroyo.

## Características
Su longitud empieza desde " S 61º33´´53.00" O (enlace roto disponible en Internet Archive; véase el historial, la primera versión y la última). hasta " S 61º09´28.08" O (enlace roto disponible en Internet Archive; véase el historial, la primera versión y la última)..La cuenca más alta de este arroyo es de aproximadamente de unos 12 m. Este arroyo suele ser angosto en algunas partes y en otras muy anchas que llegan aproximadamente 15 m.
En verano y en primavera se destaca la pesca de varios pescadores locales.

## Historia
El 22 de noviembre de 2000, en Cañada de Gómez, sucede una de las inundaciones más trágicas en la historia de la ciudad. Esta inundación fue culpa de un desborde del arroyo homónimo, dejando como saldo 3 muertos y miles de evacuados en toda la parte S de esa localidad. Fue la catástrofe más grande que ha sufrido ésta.